# Quaste

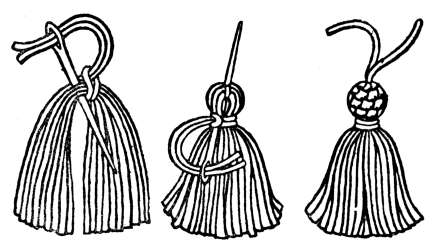
Herstellung einer Zier-Quaste

Eine Quaste, seltener Quoddel oder Quaddel, auch Troddel, ist ein hängendes Bündel von Fäden oder Kordeln, am oberen Ende oft begrenzt durch einen Knoten oder eine Zierperle. Die Form ist büschelartig und erinnert an einen Pinsel. Ursprünglich war die Quaste als verziertes Ende einer Kordel aus den Kordelfäden selbst hergestellt. Eine Quaste dient als Posament. Bei kugelrunder Gestalt spricht man stattdessen von Bommel.
Bei Säugetieren (z. B. Hausesel, Hausrind, Löwe) wird auch das behaarte Ende des Schwanzes als Quaste bezeichnet. Auch das untere, offene Ende eines geflochtenen Zopfes wird Quaste genannt.

## Historisches
Eine frühe Form der Quaste ist (laut Martin Luther) im Alten Testament beschrieben, als Gott dem Volk Israel gebietet, Quasten an ihren Kleidern anzubringen (4 Mos 15,37–41 ). Auch Jesus hatte Quasten an seinem Gewand (Mt 9,20 ).

## Verwendung beim Militär

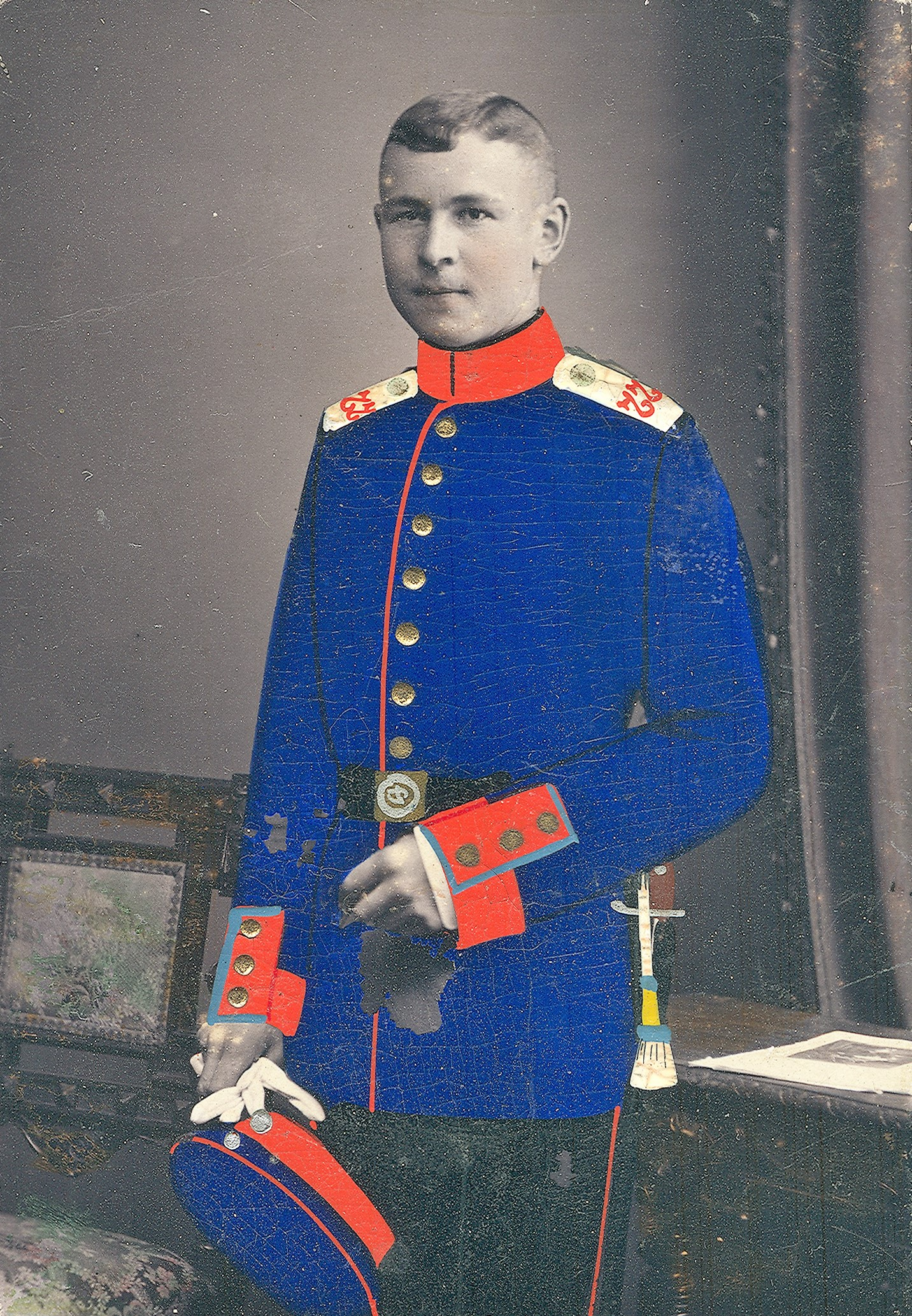
Gemeiner des (Hannoverschen) Infanterieregiments Nr. 77. Die Seitengewehr-Troddel mit blauem Kranz und Schieber sowie gelbem Stängel verweist auf die 12. Kompanie

Troddeln waren Bestandteil der Uniform von deutschen Soldaten, seit dem 18. Jahrhundert bis 1945. Im Heer des Kaiserreichs bis zur Wehrmacht wurden von allen Mannschafts- und Unteroffiziersrängen bis zum Sergeanten bzw. Unterfeldwebel am Seitengewehr (Bajonett) getragen; in den darüber liegenden Dienstgraden führte man das Portepee.
Die Troddeln bestanden aus Band, Stängel, Schieber (zwischen Band und Stängel), offener oder geschlossener Quaste sowie Kranz (zwischen Stängel und Quaste). Das Band war im Stängel und dieser in der Eichel eingeleimt. Das Material bestand aus Wolle, seit 1937 aus Garn bzw. Kunstseide. Kranz und Stängel waren in den Farben der Kompanie bzw. Batterie gehalten, der Stängel in der Farbe des Bataillons bzw. der Abteilung. Die Zuordnung der Farben erleichterte folgender Merksatz:

Wir = weiß
rauchen = rot
gerne = gelb
billige = blau
gute = grün
Brasil = braun

Davon abweichend führten Unteroffiziere ohne Portepee und Obergefreite bis 1918/19 (preußische Bombardiere bis 1859/62) Troddeln in den Landesfarben, bspw. Schwarz-Weiß (Preußen) oder Blau-Weiß (Bayern); die Zugehörigkeit zu Kompanie oder Bataillon war somit nicht erkennbar. Von 1919 bis 1945 führten besagte Unteroffiziere sowie Obergefreite und die 1927 eingeführten Stabsgefreiten dann Troddeln in Grün und Silber; die genannten Gefreitendienstgrade in der Wehrmacht nur noch die Mannschaftstroddeln.
Mannschaften und Unteroffiziere der Kavallerie und der Berittenen Artillerie trugen am Säbel an Stelle der Troddel einen Faustriemen. Dieser bestand aus ledernem Riemen, Schieber, Kranz und Quaste. Der Schieber ruhte auf dem Kranz der Quaste und war aus Lederstreifen in Abteilungsfarbe geflochten. Der Kranz war in der Schwadronsfarbe gehalten.
Portepee-Unteroffiziere (ab Vizefeldwebel bzw. Feldwebel aufwärts) und Offiziere trugen statt Troddel oder Faustriemen ein Portepee.
Das doppelt gelegte Band von Troddel oder Faustriemen war vorschriftsmäßig um den Griff des Seitengewehrs geschlungen.

## Sonstige Verwendung

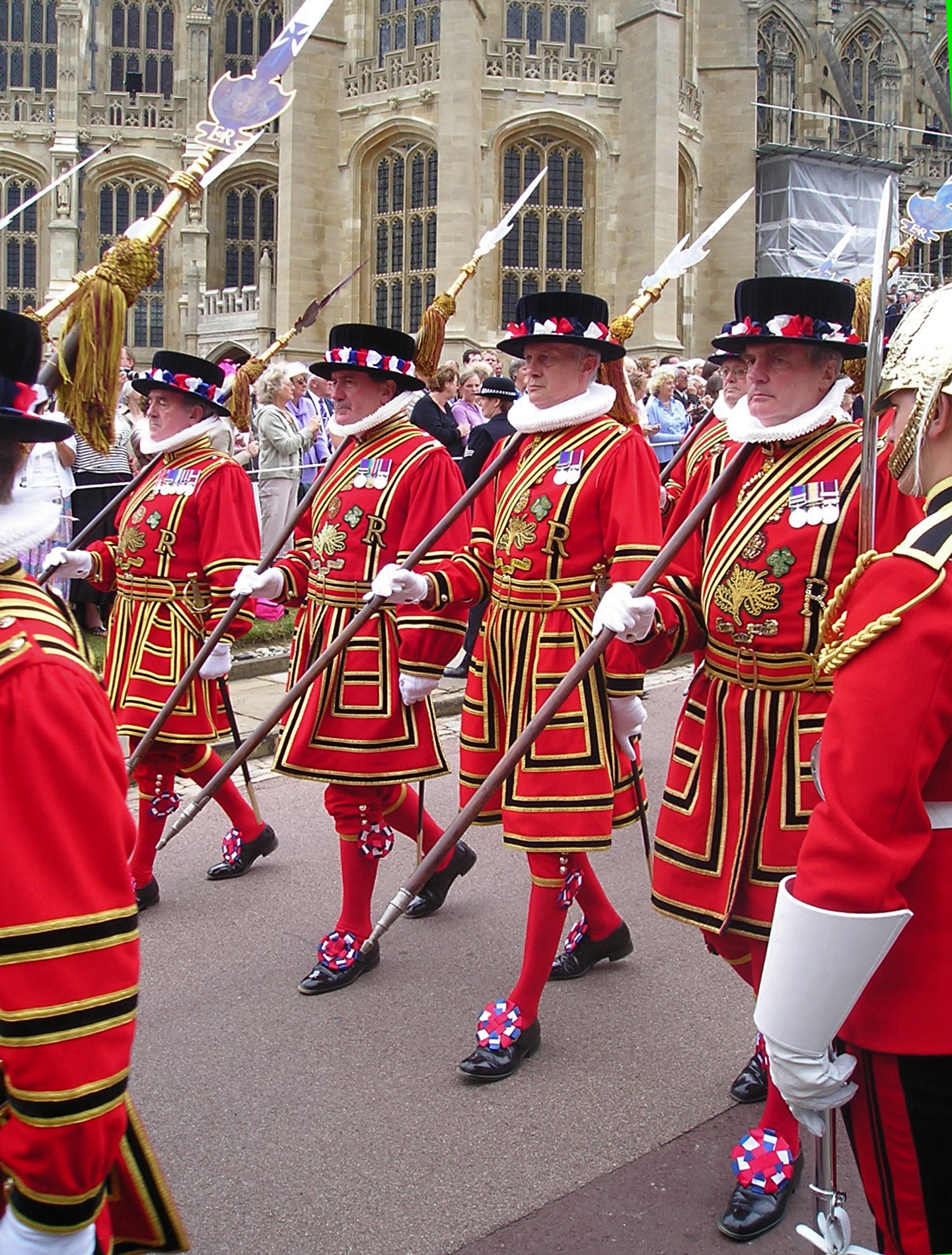
Yeomen of the Guard mit Quasten an den Hellebarden

- An Seilen und Kordeln bei Vorhängen, u. ä. zur Raumausstattung
- An den Ecken von Kissen
- An historischen Uniformen, insbesondere an den Epauletten
- An Karnevalsuniformen, z. B. am Kölner Blaue-Funken-Gürtel
- Am Stock des Tambourmajors
- An der Hellebarde der Yeomen of the Guard
- An der Robe des Hosenbandordens und des Royal Victorian Ordens
- An Naturtrompeten und Fanfareninstrumenten
- Am Strumpfband der griechischen Tracht
- An Narrenkostümen; (Narrenhäs)
- An der Zipfel- (oder Nacht-/Michel-) Mütze, dem Fes, Doktorhut, der Kufiya
- An einem Schuh
- An einem Schal
- Als Schlüsselanhänger
- Als Ohrstecker-Anhängsel; z. B. Jennifer Hudson bei den Grammy Awards 2008
- Bei Sexspielzeugen
- Auf Wappen, so in Pfullingen
- An der Winter-Mozetta des Papstes
- An Randborten von Fahnen
- Als Katzenspielzeug
- Am Zaumzeug von Pferden
- An chinesischen Lampions und Glücksbringern
- Die Puderquaste ist ein Wedel zum Auftragen von Puder bei der Kosmetik.
- Die Maurerquaste ist ein grober, breiter Pinsel zum Auftragen von Grundierungen und Putz auf Baustellen.
- Am Tallit, dem jüdischen Gebetsschal.

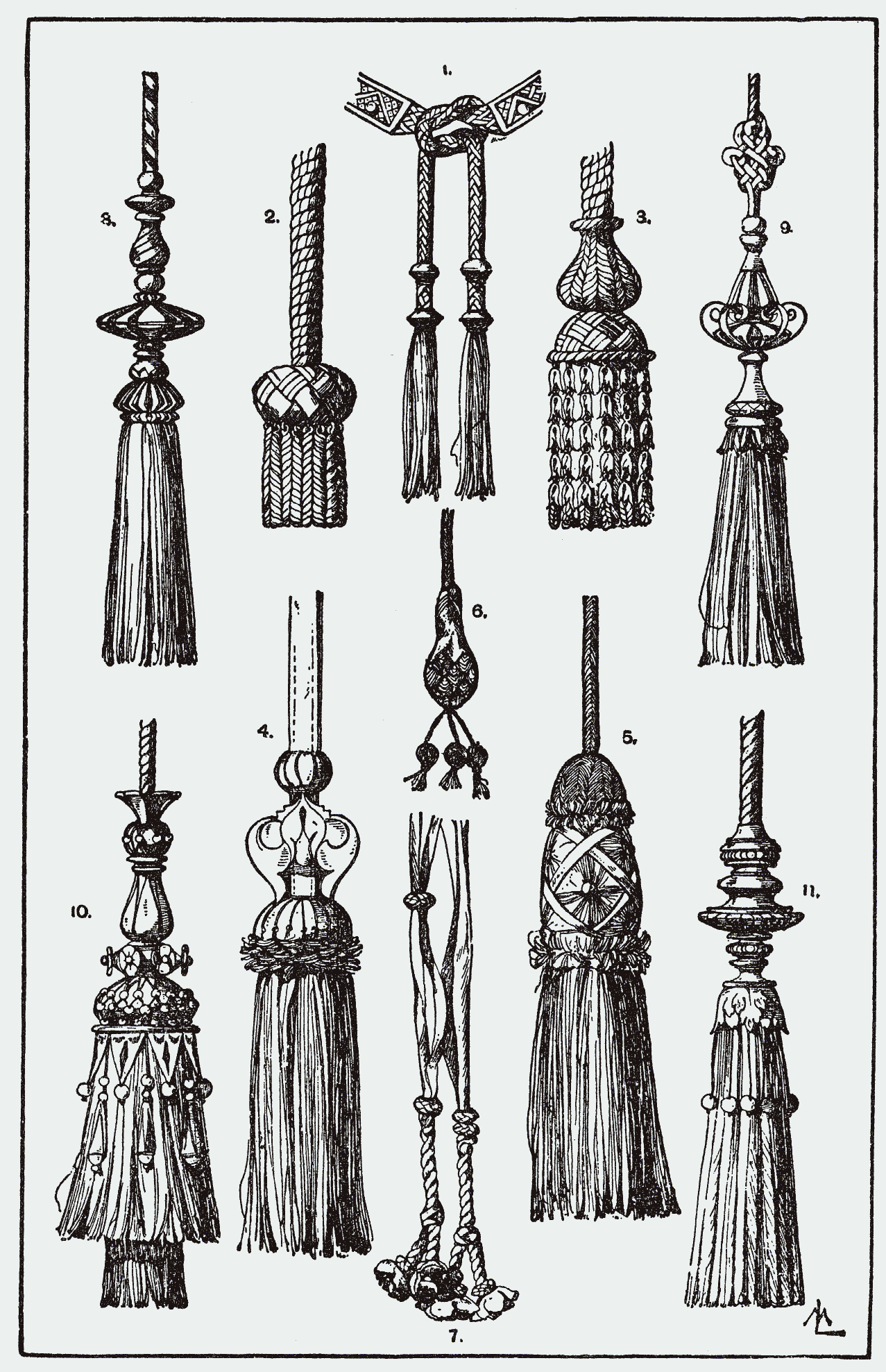
Abbildung historischer Quasten
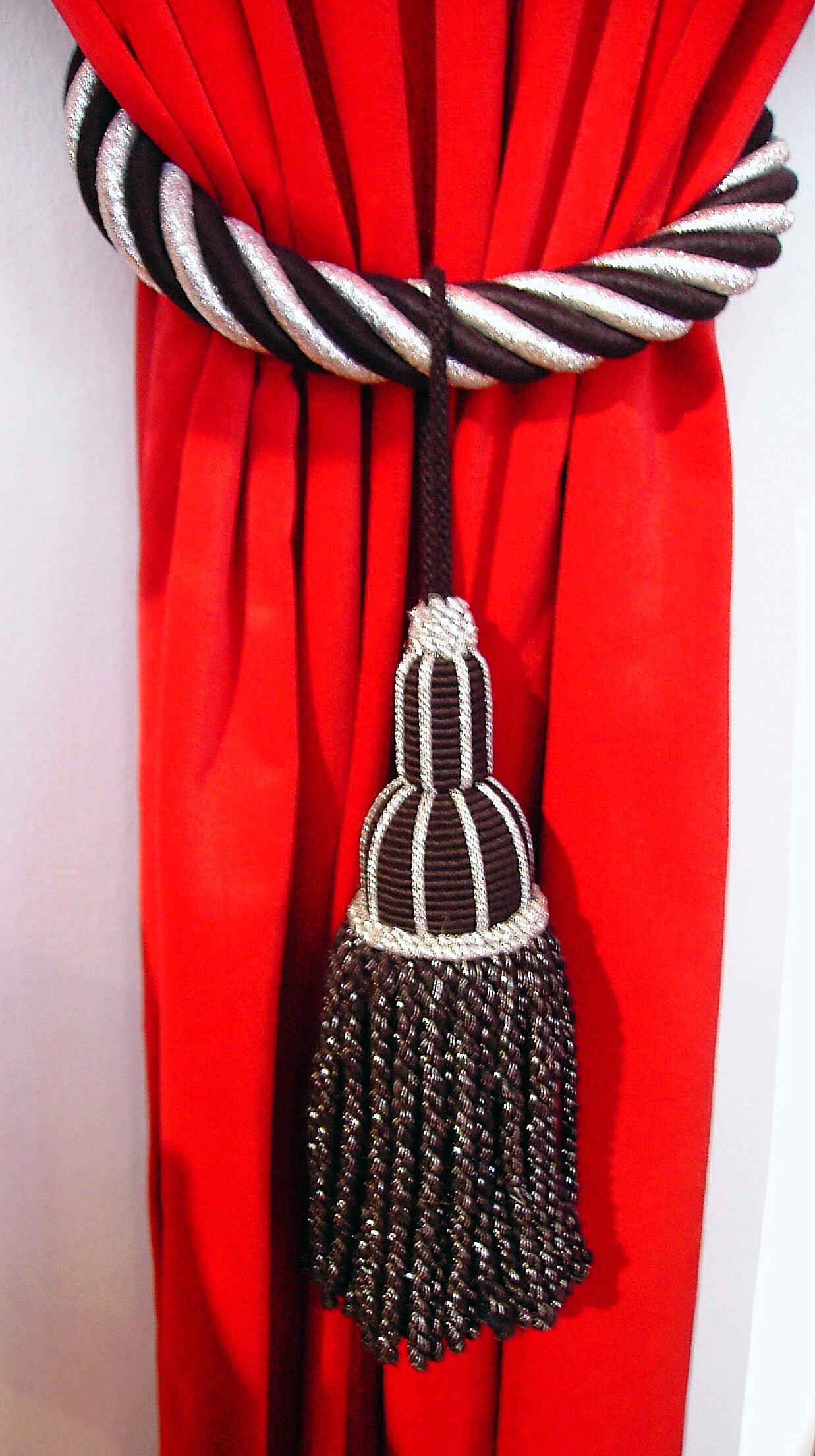
Quaste als Dekorations-Element
Wappen eines Kardinals. Mit dem roten Kardinalshut (galero) und 30 seitlichen Quasten (Fiocchi)
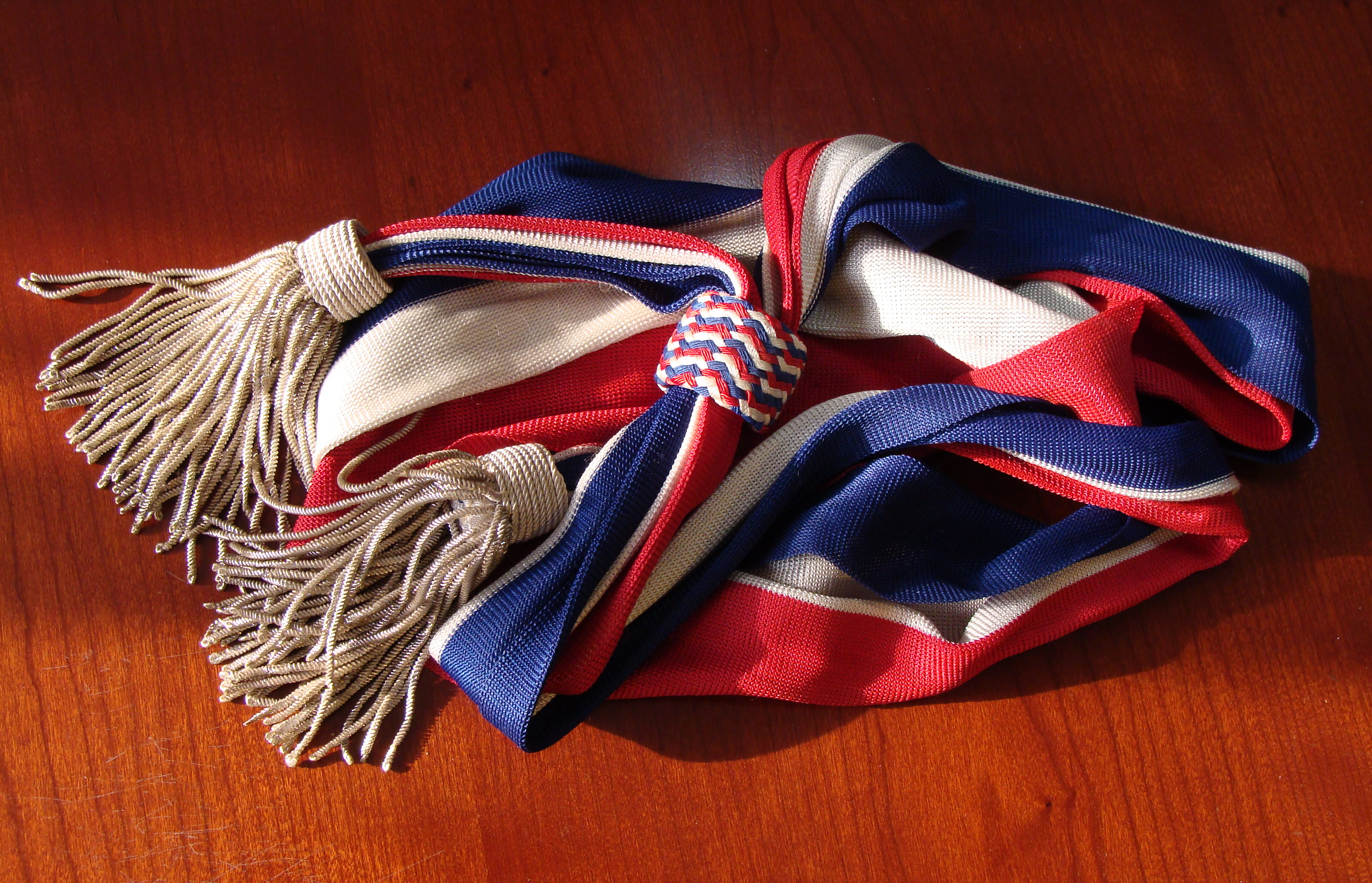
Schärpe mit Türkischem Bund und Quasten

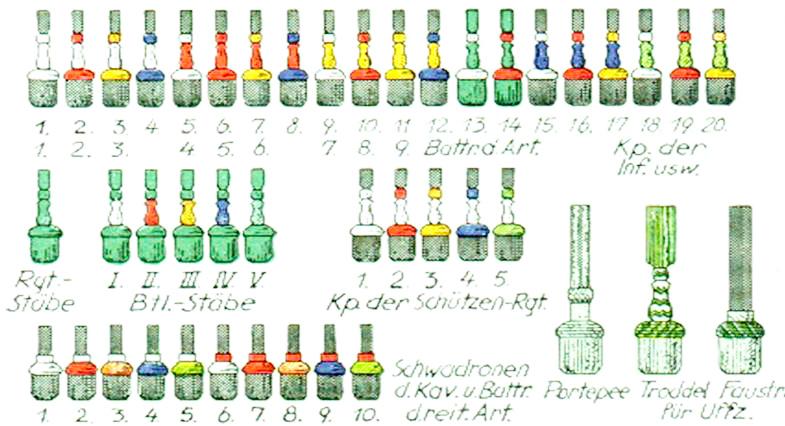
Farben der Troddeln und Faustriemen im deutschen Heer
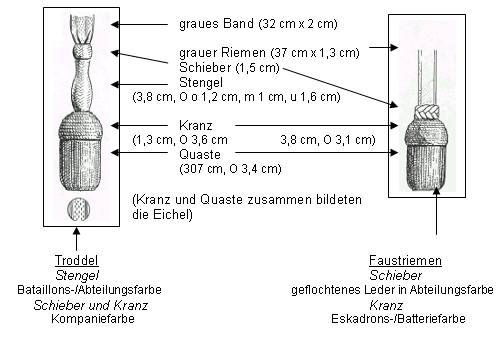
Troddel und Faustriemen